# Fiorella Terenzi

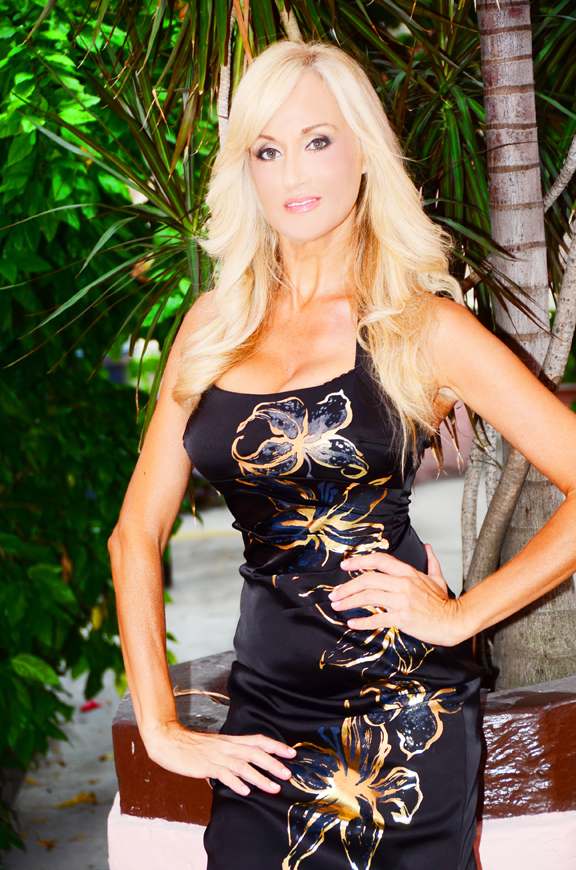
Fiorella Terenzi

Fiorella Terenzi ist eine italienische Astrophysikerin, Autorin und Musikerin, die dadurch bekannt wurde, dass sie Radiowellen aus dem All in Musik umsetzt.

## Leben
Terenzi wurde an der Universität von Mailand promoviert; am Giuseppe-Verdi-Konservatorium in Turin studierte sie Oper und Komposition. Nach ihrer Ausbildung unterrichtete sie zunächst Mathematik und Physik am Liceo Scientifico in Mailand. Im Rahmen ihrer Forschungsarbeit am Computer Audio Research Laboratory der University of California, San Diego, entwickelte sie ein Verfahren, um die Daten von Radioteleskopen in Klänge umzuwandeln. Ergebnis dieser Arbeit ist das 1991 erschienene Album Music from the Galaxies.
Der Talkmaster Dennis Miller prägte den häufig zitierten Ausdruck, dass es sich bei ihr um eine „Mischung aus Carl Sagan und Madonna“ handelt. Neben ihrer Musik wurde sie einem größeren Publikum bekannt durch ihr Buch Heavenly Knowledge, in dem sie einen Bezug zwischen der Astronomie und menschlichen Beziehungen herstellt, und durch ihre interaktive CD-ROM Invisible Universe, die Musik, Poesie und Astronomie miteinander verbindet.

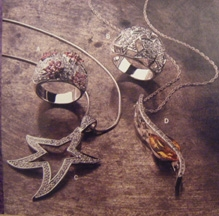
Vom Kosmos inspirierter Schmuck von Fiorella Terenzi

Fiorella Terenzi entwarf weiterhin Schmuck, der von ihren astrophysischen Forschungen inspiriert ist.
Sie lebt und arbeitet in den USA und wohnt in Los Angeles und Miami. Aktuell lehrt sie Astronomie am Brevard Community College in Cocoa (Florida).

## Schriften
- Der Kosmos ist weiblich. Eine Astrophysikerin auf der Suche nach dem Geheimnis der Sterne (OT Heavenly Knowledge). Goldmann, München 1999, ISBN 3-442-15065-5.
- Invisible Universe. A tour of the galaxies—science, sights and sounds. Systhema, München 1995, ISBN 3-634-25066-6 (1 CD-ROM).

## Diskographie
- 1991: Music from the Galaxies
- 1994: The Gate to the Mind’s Eye (zusammen mit Thomas Dolby)
- 1997: Beyond Life (Tribut-Album für Timothy Leary)
- 1998: Musica Stellare (Limitiertes Promo-Album)